# Microvil·li

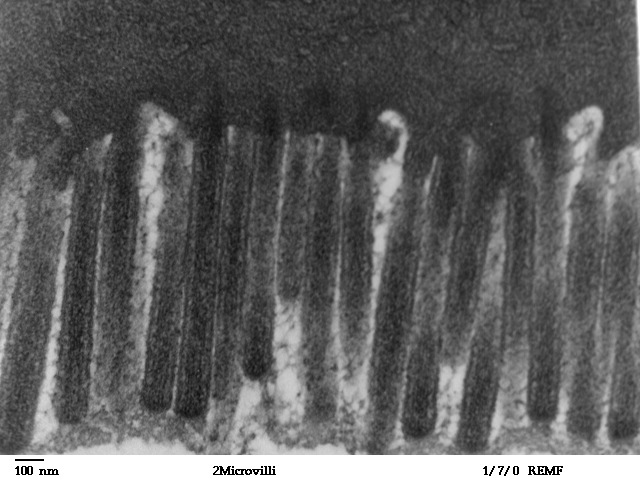
Enteròcits humans amb microvil·lis

Els microvil·lis (en el singular en llatí i en anglès: microvillus, que significa petita pilositat, i que en plural es diu microvilli) són continuacions de membranes de cèl·lules que, incrementant la superfície de les cèl·lules, serveixen per millorar-ne el bescanvi de substàncies. Els microvil·lis acostumen a trobar-se en cèl·lules animals de l'epiteli (per exemple en els intestins, els ronyons, l'úter i altres). Estan involucrades en una gran varietat de funcions, incloent l'absoció, la secreció, l'adhesió cel·lular, i la mecanotransducció.
Els microvil·lis s'observen en la superfície del plasma dels òvuls ajudant a l'ancoratge de les cèl·lules espermàtiques que han penetrat la capa extracel·lular dels òvuls.
Els microvil·lis també són importants en la superfície de les cèl·lules del glòbuls blancs, ja que ajuden en la migració dels glòbuls blancs.

## Estructura
Els microvil·lis estan coberts per membrana plasmàtica, la qual tanca el citoplasma i els microfilaments. Entre ells hi ha extensions cel·lulars que no tenen o en tenen pocs orgànuls cel·lulars presents en els microvil·lis.
Cada microvil·li té un conjunt dens de filaments d'actina entrecreuats que els serveix de nucli estructural. De 20 a 30 conjunts estretament units de filaments d'actina estan enllaçats amb les proteïnes fimbrina i vil·lina (villin) per formar el nucli del microvil·li.